# 元和堂药铺
元和堂药铺，位于中国安徽省黄山市歙县徽城镇渔梁社区渔梁街40号，前面临街道，后临练江，下有石阶直达练江，临江处原为晾晒药材的地方。。这里原是一间药铺，经营中药材生意，建于清末或民国，前后三进，分别为前店、中坊、后宅，前进店面进深5米，阔4米，曲尺形柜台，药柜上有精细木雕。第二进为作坊，后进住宅层高较大 。元和堂药铺已列为歙县文物保护单位。